# Lébamba
Lébamba ist eine gabunische Kommune und Hauptstadt des Departement Louetsi-Wano innerhalb der Provinz Ngounié im Süden des Landes. Mit Stand von 2013 wurde die Einwohnerzahl auf 7727 bemessen. Sie liegt entlang der Straße N6 auf einer Höhe von 283 Metern.